# Televisão em Malta
A televisão em Malta foi introduzida pela primeira vez em 1959. A primeira pessoa a vender televisores em Malta foi O Mais Nobre Conde Consiglio D'Amato.
A primeira televisão que podia ser assistida eram as transmissões RAI da Sicília. Em 1962, a TVM foi lançada como uma emissora pública de Malta pelos Public Broadcasting Services. A TVM continua sendo o canal mais popular do país. É um membro da EBU.
Em 1991, o governo abriu o mercado de televisão para mais estações, mas ao invés de permitir que empresas privadas, eles inicialmente deram licenças para os dois principais partidos políticos e a Arquidiocese Católica Romana de Malta. A rede de televisão do Partido Trabalhista continua a ser a segunda rede mais popular, enquanto a televisão nacional, controlada pelos nacionalistas, é a terceira mais popular.
Hoje, há também três canais privados, Smash Television, Fiving Channel e Xejk - atualmente transmitidos por sinais digitais terrestres e de sinal aberto. Smash, a maior emissora de TV comercial, atrai uma audiência de 2%. Cabo, recepção terrestre e via satélite estão todos disponíveis, embora o serviço de cabo é o mais difundido, com cabo Melita. A Autoridade de Comunicações de Malta informou que havia 147.896 assinaturas de TV por assinatura ativas no final de 2012, o que inclui cabo analógico e digital, pagamento de TV digital terrestre e IPTV. Para referência, o último censo conta 139.583 famílias em Malta. A recepção via satélite está disponível para receber outras redes de TV europeias, como a RAI e a Mediaset, da Itália, e a BBC, do Reino Unido.
A Autoridade de Radiodifusão supervisiona todas as estações locais de radiodifusão e assegura o cumprimento das obrigações legais e de licenças, bem como a preservação da imparcialidade; em relação a questões de controvérsia política ou industrial ou relacionadas à política pública atual; enquanto repartir razoavelmente as instalações de radiodifusão e o tempo entre as pessoas pertence a diferentes partidos políticos. A Autoridade de Radiodifusão garante que os serviços de radiodifusão locais consistam em transmissões públicas, privadas e comunitárias, que oferecem programação variada e abrangente para atender a todos os interesses e gostos.

## Digital
Duas licenças comerciais foram concedidas em Malta em 2005 para a Multiplus Ltd e a Maltacom (agora GO). Em julho de 2005, a Multiplus Ltd iniciou suas operações comerciais em concorrência direta com a operadora de cabo dominante existente, utilizando um total de 8 frequências. A Multiplus Ltd foi adquirida pela GO em fevereiro de 2007.

### Comutação digital
Malta fez a transição de transmissões terrestres para a televisão digital usando o padrão DVB-T em outubro de 2011. Em preparação para a transição, a Autoridade de Radiodifusão de Malta desenvolveu uma classificação de Objetivos de Interesse Geral para determinar quais canais terrestres existentes seriam atribuídos aos subcanais digitais do novo sistema de transmissão digital de sinal aberto.
Após a transição, os canais terrestres em Malta são distribuídos através de uma rede de transmissores operados pela emissora nacional Public Broadcasting Services. Os canais terrestres licenciados são transmitidos como subcanais digitais do canal UHF 66 de Delimara (Marsaxlokk), Nadur, Mellieha, Mtarfa, Naxxar e Portomaso (St. Julians).
Os canais licenciados para transmissão digital de sinal aberto são TVM, TVM2, TV do Parlamento, One, NET Television, Smash Television, F Living e Xejk.